# 長白山定界碑
長白山定界碑（韓語：백두산정계비），是大清國與朝鮮國間邊境的界碑，史称穆克登碑。康熙五十一年（1712年），由负责巡边的清朝官员穆克登立于中朝边境附近，今已不存。

## 位置
大体位置在朝鲜界内的“将军峰”（2750米）與“胭脂峰”（2360米）中間地點海拔2150米的高地，距天池東南約4000米。
1931年7月（滿洲事變爆發二個月前）该碑被毀壞，現在朝鮮民主主義人民共和國在碑石原來的位置建立了標識石，爲表示石碑設置當時築石之殘余痕迹。

## 內容
碑文刻有“烏喇摠管穆克登，奉旨査邊，至此審視，西爲鴨綠，東爲土門，故於分水嶺上，勒石爲記，康熙五十一年五月十五日”垂直書寫石刻。

## 爭議
十九世紀末，清朝和朝鮮間長白山定界碑文中「東為土門」的解釋分歧，引致間島歸屬問題。双方对定界碑之位置上土門江（图们江）是否松花江之一支流存在争议，和朝鮮對東間島一帶提出領土主張。